# Геометричний ряд
Ця стаття про нескінченні геометричні ряди. Для скінченних сум див. геометричну прогресію.

Площа кожного з фіолетових квадратів дорівнює площі наступного більшого квадрата (, і т. д.). Сума площ фіолетових квадратів дорівнює третині площі великого квадрата.

У математиці геометричний ряд — це ряд з постійним відношенням між послідовними членами. Наприклад, числовий ряд
{\displaystyle {\frac {1}{2}}+{\frac {1}{4}}+{\frac {1}{8}}+{\frac {1}{16}}+\cdots }
є геометричним, тому що кожен наступний член може бути отриманий з попереднього члена множенням на {\displaystyle 1/2}.
Геометричні ряди є одними з найпростіших прикладів нескінченних рядів з скінченними сумами, хоча не всі вони мають цю властивість. Історично геометричні ряди відігравали важливу роль у ранніх етапах розвитку числення, і вони продовжують займати центральне місце при досліджені збіжності рядів. Геометричні ряди використовуються у всій математиці і вони мають важливе застосування у фізиці, інженерії, біології, економіці, інформатиці, теорії масового обслуговування та фінансах.

## Знаменник

Збіжність геометричного ряду з і.

Збіжність геометричного ряду з і.

Члени геометричного ряду утворюють геометричну прогресію, тобто відношення послідовних членів у ряді є постійним. Цей взаємозв'язок дозволяє представити геометричний ряд, використовуючи лише два значення: {\displaystyle r} та {\displaystyle a} ({\displaystyle r} - знаменник, а {\displaystyle a} - перший член ряду). Наприклад, геометричний ряд у вступі
{\displaystyle {\frac {1}{2}}+{\frac {1}{4}}+{\frac {1}{8}}+{\frac {1}{16}}+\cdots }
можна просто записати як
{\displaystyle a+ar+ar^{2}+ar^{3}+\cdots } , де {\displaystyle a={\frac {1}{2}}}, {\displaystyle r={\frac {1}{2}}}.
У наступній таблиці показано декілька геометричних рядів з різними першими членами та знаменниками:
| Перший член, {\displaystyle a} | Знаменник, {\displaystyle r} | Приклади рядів                                          |
| ------------------------------ | ---------------------------- | ------------------------------------------------------- |
| 4                              | 10                           | {\displaystyle 4+40+400+4000+40,000+\cdots }            |
| 9                              | 1/3                          | {\displaystyle 9+3+1+1/3+1/9+\cdots }                   |
| 7                              | 1/10                         | {\displaystyle 7+0{,}7+0{,}07+0{,}007+0{,}0007+\cdots } |
| 3                              | 1                            | {\displaystyle 3+3+3+3+3+\cdots }                       |
| 1                              | −1/2                         | {\displaystyle 1-1/2+1/4-1/8+1/16-1/32+\cdots }         |
| 3                              | –1                           | {\displaystyle 3-3+3-3+3-\cdots }                       |

Поведінка доданків залежить від знаменника {\displaystyle r}:
Якщо {\displaystyle r} знаходиться між {\displaystyle -1} та {\displaystyle +1}, члени ряду прямують до нуля (стаючи все меншими та меншими за абсолютне значення), а ряд збігається. У наведеному вище випадку, де {\displaystyle r=1/2}, ряд збігається до {\displaystyle 1}.
Якщо {\displaystyle r=1} більше за одиницю або менше за мінус одиницю, члени ряду стають більшими та більшими за абсолютним значенням. Сума доданків також стає все більшою і більшою, а ряд є розбіжним.
Якщо {\displaystyle r=1}, то усі члени ряду однакові. Ряд розбіжний.
Якщо {\displaystyle r=-1}, то члени приймають по черзі два протилежні за знаком значення (наприклад, {\displaystyle 2,-2,2,-2,2,\dots }). Сума членів коливається між двома значеннями (наприклад, {\displaystyle 2,0,2,0,2,\dots }). Це інший тип розбіжності. Див., наприклад, ряд Гранді: {\displaystyle 1-1+1-1+\cdots }.

## Сума
Сума геометричного ряду є скінченою, якщо абсолютне значення знаменника менше {\displaystyle 1}; оскільки числа близькі до нуля, то вони стають нескінченно малими, що дозволяє обчислити суму, незважаючи на те, що ряд містить нескінченно багато доданків. Суму можна обчислити, використовуючи самоподібність рядів.

### Приклад

Візуальне обчислення суми нескінченних доданків геометричного ряду.

Розглянемо суму такого геометричного ряду:
{\displaystyle s=1+{\frac {2}{3}}+{\frac {4}{9}}+{\frac {8}{27}}+\cdots .}
Знаменник цього ряду {\displaystyle 2/3}. Якщо домножити цей ряд на знаменник, то початковий член {\displaystyle 1} стає {\displaystyle 2/3}, {\displaystyle 2/3} стає {\displaystyle 4/9} і так далі:
{\displaystyle {\frac {2}{3}}s={\frac {2}{3}}+{\frac {4}{9}}+{\frac {8}{27}}+{\frac {16}{81}}+\cdots .}
Новий ряд такий ж, як і оригінальний, за винятком того, що перший член відсутній. Віднявши новий ряд від початкового отримуємо
{\displaystyle s-{\frac {2}{3}}s=1\quad \Rightarrow \quad s=3.}
Подібний метод може бути використаний для обчислення будь-якого самоподібного виразу.

### Формула
При {\displaystyle r\neq 1},сума перших {\displaystyle n} членів геометричного ряду дорівнює
{\displaystyle a+ar+ar^{2}+ar^{3}+\cdots +ar^{n-1}=\sum _{k=0}^{n-1}ar^{k}=a\left({\frac {1-r^{n}}{1-r}}\right),}
де {\displaystyle a} - перший член ряду, а {\displaystyle r} - знаменник. Ми можемо отримати формулу для суми {\displaystyle s} таким чином:
{\displaystyle {\begin{aligned}s&=a+ar+ar^{2}+ar^{3}+\cdots +ar^{n-1},\\rs&=\qquad ar+ar^{2}+ar^{3}+\cdots +ar^{n-1}+ar^{n},\\s-rs&=a-ar^{n},\\s(1-r)&=a(1-r^{n}),\\s&=a\left({\frac {1-r^{n}}{1-r}}\right)\quad ({\text{якщо}}r\neq 1{\text{)}}.\end{aligned}}}
Оскільки {\displaystyle n} прямує до нескінченності, то для збіжності ряду необхідно, щоб абсолютне значення {\displaystyle r} було менше одиниці. Сума набуває вигляду
{\displaystyle a+ar+ar^{2}+ar^{3}+ar^{4}+\cdots =\sum _{k=0}^{\infty }ar^{k}={\frac {a}{1-r}},} при {\displaystyle |r|<1}.
При {\displaystyle a=1} отримуємо
{\displaystyle 1+r+r^{2}+r^{3}+\cdots ={\frac {1}{1-r}},}
ліва частина — це геометричний ряд із знаменником {\displaystyle r}.
Формула також справедлива для комплексного {\displaystyle r}, з відповідним обмеженням, що модуль знаменника {\displaystyle r} строго менший за одиницю.

### Доведення збіжності
Ми можемо довести, що геометричний ряд є збіжним, використовуючи формулу суми для геометричної прогресії:
{\displaystyle {\begin{aligned}1+r+r^{2}+r^{3}+\cdots &=\lim _{n\rightarrow \infty }\left(1+r+r^{2}+\cdots +r^{n}\right)\\&=\lim _{n\rightarrow \infty }{\frac {1-r^{n+1}}{1-r}}.\end{aligned}}}
Оскільки {\displaystyle \left(1+r+r^{2}+r^{n}\right)(1-r)=1-r^{n+1}} і {\displaystyle r^{n+1}\rightarrow 0} при {\displaystyle |r|<1}.
Збіжність геометричних рядів можна також продемонструвати, переписавши ряд як еквівалентний телескопічний ряд. Розглянемо функцію
{\displaystyle g(K)={\frac {r^{K}}{1-r}}.}
Зауважимо, що
{\displaystyle 1=g(0)-g(1),\quad r=g(1)-g(2),\quad r^{2}=g(2)-g(3),\quad \ldots .}
Тоді
{\displaystyle {\begin{aligned}S&=1+r+r^{2}+r^{3}+\cdots \\&=(g(0)-g(1))+(g(1)-g(2))+(g(2)-g(3))+\cdots .\end{aligned}}}
Якщо
{\displaystyle |r|<1}
то
{\displaystyle g(K)\longrightarrow 0\quad {\text{при}}\quad K\to \infty .}
Отже, {\displaystyle S} збігається до
{\displaystyle g(0)={\frac {1}{1-r}}.}

## Застосування

### Періодичні десяткові дроби
Періодичний десятковий дріб можна розглядати як геометричний ряд, знаменником якого є степінь числа {\displaystyle 1/10}. Наприклад,
{\displaystyle 0{,}7777\ldots ={\frac {7}{10}}+{\frac {7}{100}}+{\frac {7}{1000}}+{\frac {7}{10000}}+\cdots .}
Формула суми геометричного ряду може бути використана для перетворення десяткового дробу у звичайний дріб,
{\displaystyle 0{,}7777\ldots ={\frac {a}{1-r}}={\frac {7/10}{1-1/10}}={\frac {7/10}{9/10}}={\frac {7}{9}}.}
Формула виконується не тільки для однієї цифри, що повторюється, але й для групи цифр, що повторюються. Наприклад,
{\displaystyle 0{,}123412341234\ldots ={\frac {a}{1-r}}={\frac {1234/10000}{1-1/10000}}={\frac {1234/10000}{9999/10000}}={\frac {1234}{9999}}.}
Зауважимо, що будь-який ряд періодичних десяткових дробів можна зручно спростити за допомогою наступного спостереження:
{\displaystyle 0{,}09090909\ldots ={\frac {0{,}9}{9{,}9}}={\frac {1}{11}},}
{\displaystyle 0{,}143814381438\ldots ={\frac {1{,}438}{9{,}999}},}
{\displaystyle 0{,}9999\ldots ={\frac {0{,}9}{0{,}9}}=1.}
Тобто періодичний десятковий дріб з довжиною повторення {\displaystyle n} дорівнює відношенню повторюваної частини (як ціле число) і {\displaystyle 10^{n}-1}.

### Квадратура параболи Архімеда

Розбиття параболічного сегмента Архімеда на нескінченну кількість трикутників.

Архімед використав суму геометричного ряду для обчислення площі, обмеженої параболою та прямою лінією. Його метод полягав у тому, щоб розділити площу на нескінченну кількість трикутників.
Теорема Архімеда стверджує, що загальна площа під параболою становить {\displaystyle 4/3} площі синього трикутника.
Архімед визначив, що площа кожного зеленого трикутника дорівнює {\displaystyle 1/8} площі синього трикутника, площа кожного  жовтого трикутника дорівнює {\displaystyle 1/8} площі зеленого трикутника і т.д.
Якщо припустити, що синій трикутник має площу {\displaystyle 1}, то загальна площа є нескінченною сумою.
{\displaystyle 1+2\left({\frac {1}{8}}\right)+4\left({\frac {1}{8}}\right)^{2}+8\left({\frac {1}{8}}\right)^{3}+\cdots .}
Перший доданок представляє площу синього трикутника, другий доданок — площі двох зелених трикутників, третій доданок — площі чотирьох жовтих трикутників тощо. Після спрощення дробів отримуємо
{\displaystyle 1+{\frac {1}{4}}+{\frac {1}{16}}+{\frac {1}{64}}+\cdots .}
Це геометричний ряд із знаменником  {\displaystyle 1/4}, який можна представити у вигляді
{\displaystyle \sum _{n=0}^{\infty }4^{-n}=1+4^{-1}+4^{-2}+4^{-3}+\cdots .}
Сума цього ряду
{\displaystyle {\frac {1}{1-r}}={\frac {1}{1-{\frac {1}{4}}}}={\frac {4}{3}}.}
У цьому обчисленні використовується метод вичерпування, рання версія інтегрування. Використовуючи інтегральне числення, та сама площа може бути знайдена за допомогою визначеного інтеграла.

### Фрактальна геометрія

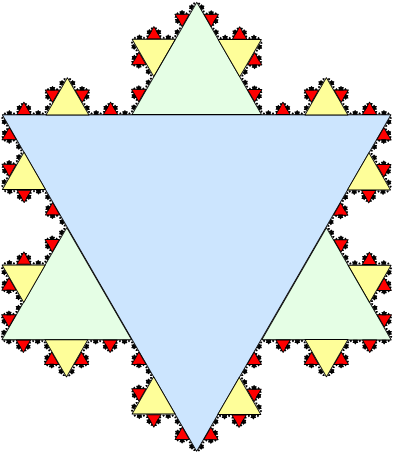
Внутрішня частина сніжинки Коха предствляє собою об'єднання нескінченної кількості трикутників.

При вивченні фракталів геометричні ряди часто виникають при обчисленні периметрів, площ чи об'ємів самоподібних фігур.
Наприклад, площу всередині сніжинки Коха можна представити як об'єднання нескінченної кількості правильних трикутників (див. рисунок). Кожна сторона зеленого трикутника дорівнює {\displaystyle 1/3} довжини сторони великого синього трикутника, і тому його площа дорівнює {\displaystyle 1/9} площі синього трикутника. Аналогічно, площа кожного жовтого трикутника дорівнює {\displaystyle 1/9} площі зеленого трикутника і т.д. Якщо площа синього трикутник дорівнює одиниці, то загальна площа сніжинки дорівнює
{\displaystyle 1\,+\,3\left({\frac {1}{9}}\right)\,+\,12\left({\frac {1}{9}}\right)^{2}\,+\,48\left({\frac {1}{9}}\right)^{3}\,+\,\cdots .}
Перший доданок цього ряду — площа синього трикутника, другий доданок — загальна площа трьох зелених трикутників, третій доданок — загальна площа дванадцяти жовтих трикутників і т.д. Якщо виключити перший доданок, то цей ряд є геометричним рядом із знаменником {\displaystyle r=4/9}. Перший член цього геометричного ряду {\displaystyle a=3\cdot {\frac {1}{9}}=1/3}, тому
{\displaystyle 1\,+\,{\frac {a}{1-r}}\;=\;1\,+\,{\frac {\frac {1}{3}}{1-{\frac {4}{9}}}}\;=\;{\frac {8}{5}}.}
Таким чином, площа сніжинки Коха дорівнює {\displaystyle 8/5} площі основного трикутника.

### Парадокси Зенона
Збіжність геометричного ряду показує, що сума, що включає нескінченну кількість доданків, дійсно може бути скінченною, що дозволяє розв'язати багато парадоксів Зенона. Наприклад, парадокс дихотомії Зенона стверджує, що рух неможливий, оскільки можна розділити будь-який кінцевий шлях на нескінченну кількість кроків, де кожен крок вважається рівним половині відстані, що залишилася. Помилка Зенона полягає в припущенні, що сума нескінченного числа скінченних кроків не може бути скінченною. Це, звичайно, не так, про що свідчить збіжність геометричного ряду з {\displaystyle r=1/2}.

### Евклід
Книга IX, твердження 35 трактату Евкліда Начала  виражає часткову суму геометричного ряду через члени цього ряду, що є еквівалентним сучасній формулі.

### Економіка
В економіці геометричні ряди використовуються для представлення приведеної вартості ануїтету (грошової суми, яку потрібно виплачувати через рівні проміжки часу).
Наприклад, припустимо, що власнику ануїтету буде виплачуватися {\displaystyle \$100} один раз на рік (в кінці року) нескінченну кількість разів, перпетуїтет. Отримані {\displaystyle \$100} на рік тепер коштують менше, ніж негайні {\displaystyle \$100}, оскільки ніхто не може інвестувати гроші, поки не отримає їх. Зокрема, теперішня вартість {\displaystyle \$100} на рік у майбутньому становить {\displaystyle \$100/(1+I)}, де {\displaystyle I} — річна процентна ставка.
Аналогічно, плата в розмірі {\displaystyle \$100} через два роки в майбутньому має теперішню вартість {\displaystyle \$100/(1+I)^{2}} (у квадраті, через втрату інтересу за два роки через неотримання грошей прямо зараз). Таким чином, поточна вартість отримання {\displaystyle \$100} на рік за необмежений термін становить
{\displaystyle \sum _{n=1}^{\infty }{\frac {\$100}{(1+I)^{n}}}},
що є нескінченним рядом:
{\displaystyle {\frac {\$100}{(1+I)}}+{\frac {\$100}{(1+I)^{2}}}+{\frac {\$100}{(1+I)^{3}}}+{\frac {\$100}{(1+I)^{4}}}+\cdots }.
Це геометричний ряд із знаменником {\displaystyle 1/(1+I)}. Його сума --- це перший доданок, поділений на (один мінус знаменник):
{\displaystyle {\frac {\$100/(1+I)}{1-1/(1+I)}}={\frac {\$100}{I}}}.
Наприклад, якщо річна процентна ставка становить {\displaystyle 10\%} ({\displaystyle I=0{,}10}), тоді весь ануїтет має теперішню вартість {\displaystyle \$100/0{,}10=\$1000}.
Цей вид розрахунку використовується для обчислення річної процентної ставки позики (наприклад, іпотечного кредиту). Він також може бути використаний для оцінки теперішньої вартості очікуваних дивідендів на акції або термінальної вартісті цінних паперів.

### Геометричні степеневі ряди
Формула геометричного ряду
{\displaystyle {\frac {1}{1-x}}=1+x+x^{2}+x^{3}+x^{4}+\cdots }
може бути проінтерпретована як степеневий ряд в сенсі теореми Тейлора, що збігається при {\displaystyle |x|<1}. Це можна використати, щоб отримати інші степеневі ряди. Наприклад,
{\displaystyle {\begin{aligned}{\rm {arctg}}(x)&=\int {\frac {{\rm {d}}x}{1+x^{2}}}\\&=\int {\frac {{\rm {d}}x}{1-(-x^{2})}}\\&=\int \left(1+\left(-x^{2}\right)+\left(-x^{2}\right)^{2}+\left(-x^{2}\right)^{3}+\cdots \right){\rm {d}}x\\&=\int \left(1-x^{2}+x^{4}-x^{6}+\cdots \right){\rm {d}}x\\&=x-{\frac {x^{3}}{3}}+{\frac {x^{5}}{5}}-{\frac {x^{7}}{7}}+\cdots \\&=\sum _{n=0}^{\infty }{\frac {(-1)^{n}}{2n+1}}x^{2n+1}.\end{aligned}}}
Диференціюючи геометричний ряд, отримуємо 
{\displaystyle \sum _{n=1}^{\infty }nx^{n-1}={\frac {1}{(1-x)^{2}}}\quad {\text{для}}\quad |x|<1}.
Аналогічно можна отримати наступні ряди:
{\displaystyle \sum _{n=2}^{\infty }n(n-1)x^{n-2}={\frac {2}{(1-x)^{3}}}\quad {\text{для}}\quad |x|<1},
і
{\displaystyle \sum _{n=3}^{\infty }n(n-1)(n-2)x^{n-3}={\frac {6}{(1-x)^{4}}}\quad {\text{для}}\quad |x|<1}.

### Геометричні ряди
- Ряд Гранді
- 1 + 2 + 4 + 8 + ⋯[en]
- 1 − 2 + 4 − 8 + ⋯[en]
- 1/2 + 1/4 + 1/8 + 1/16 + ⋯[en]
- 1/2 − 1/4 + 1/8 − 1/16 + ⋯[en]
- 1/4 + 1/16 + 1/64 + 1/256 + ⋯[en]

### Історія і філософія
- C. H. Edwards, Jr. (1994).  The Historical Development of the Calculus, 3rd ed., Springer.  ISBN 978-0-387-94313-8.
- Swain, Gordon and Thomas Dence (April 1998). Archimedes' Quadrature of the Parabola Revisited. Mathematics Magazine. 71 (2): 123—30. doi:10.2307/2691014. JSTOR 2691014.
- Eli Maor (1991). To Infinity and Beyond: A Cultural History of the Infinite, Princeton University Press.  ISBN 978-0-691-02511-7
- Morr Lazerowitz (2000).  The Structure of Metaphysics (International Library of Philosophy), Routledge. ISBN 978-0-415-22526-7

### Економіка
- Carl P. Simon and Lawrence Blume (1994).  Mathematics for Economists, W. W. Norton & Company.  ISBN 978-0-393-95733-4
- Mike Rosser (2003). Basic Mathematics for Economists, 2nd ed., Routledge.  ISBN 978-0-415-26784-7

### Біологія
- Edward Batschelet (1992).  Introduction to Mathematics for Life Scientists, 3rd ed., Springer.  ISBN 978-0-387-09648-3
- Richard F. Burton (1998).  Biology by Numbers: An Encouragement to Quantitative Thinking, Cambridge University Press.  ISBN 978-0-521-57698-7

### Інформатика
- John Rast Hubbard (2000). Schaum's Outline of Theory and Problems of Data Structures With Java, McGraw-Hill.  ISBN 978-0-07-137870-3